# Luigi De Filpo
Luigi De Filpo (Viggianello, 12 gennaio 1898 – Viggianello, 29 maggio 1950) è stato un pubblicista e politico italiano.
È stato deputato all'Assemblea Costituente, e deputato alla Camera nella I legislatura. Morto durante lo svolgimento della carica, è stato sostituito da Francesco Cerabona.
Capitano dell'esercito italiano nel primo conflitto mondiale, è stato autore di varie opere letterarie, e collaboratore di Rivoluzione liberale diretta da Piero Gobetti. Durante la seconda guerra mondiale venne gravemente ferito, ma dopo l'8 settembre, prese comunque parte alla lotta di liberazione nelle file della Resistenza. È stato Sottosegretario di Stato alle Poste e Telecomunicazioni nel II Governo De Gasperi, e Sottosegretario di Stato all'Agricoltura e Foreste nel III Governo De Gasperi.